# Cabezo de San Ginés
El Cabezo de San Ginés es una elevación de roca caliza, un cabezo, situada en el municipio de Cartagena en la Región de Murcia, en las cercanías de la población de El Estrecho de San Ginés y próximo al Mar Menor y el cabo de Palos. También era conocido antiguamente como Monte Miral.
Es geológicamente interesante por ser un lugar donde se dan fenómenos de karstificación.

## Especies vegetales
El cabezo contiene comunidades vegetales muy singulares entre las que destacan los endemismos iberoafricanos como el cornical (periploca angustifolia), el arto (maytenus senegalensis) y el oroval (Withania frutescens), los cuales crecen junto con el espino negro (Rhamnus lycioides), el palmito (Chamaerops humilis) y el esparto (Stipa tenacissima).

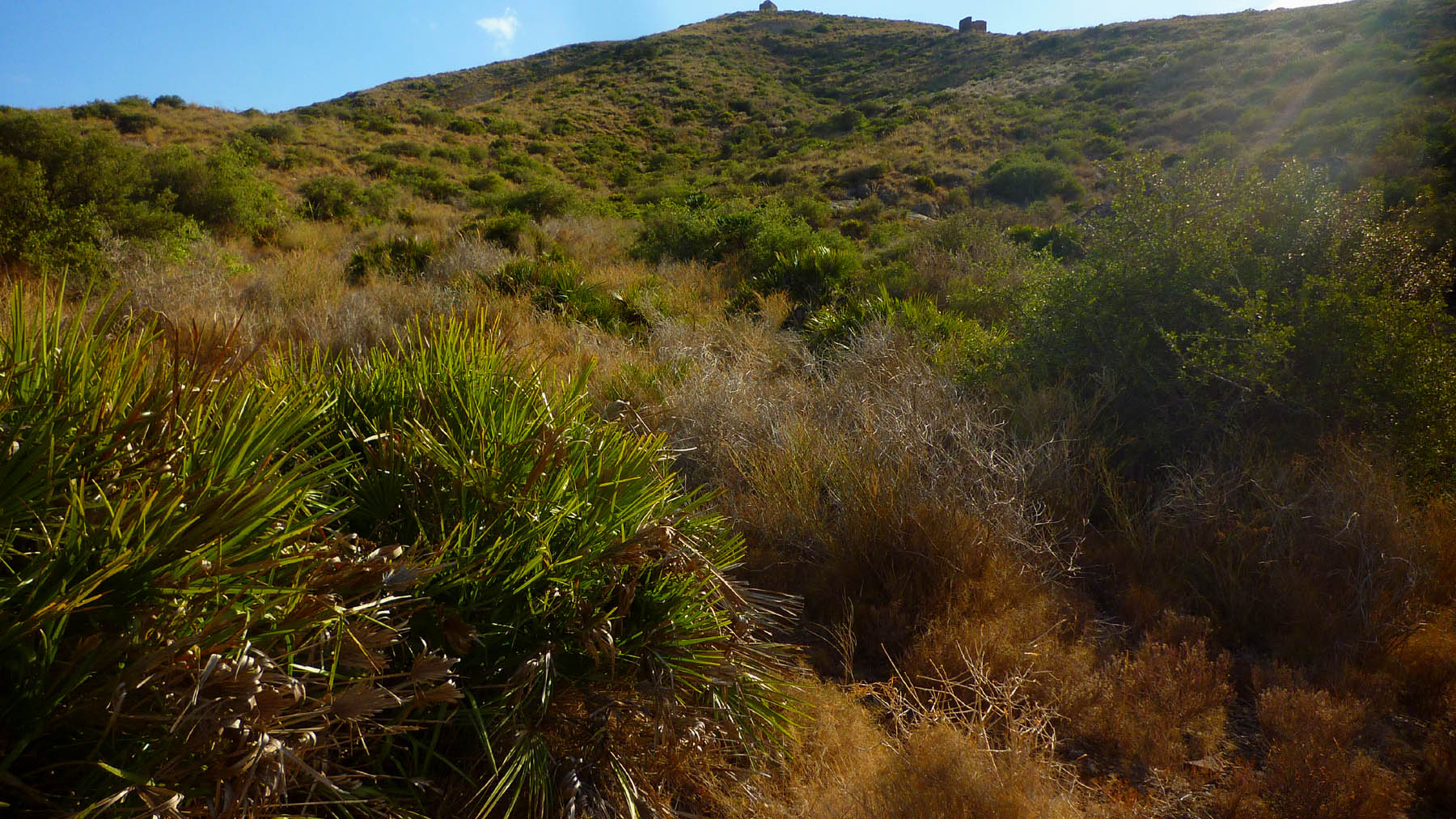
Cabezo de San Ginés.

## Cueva Victoria

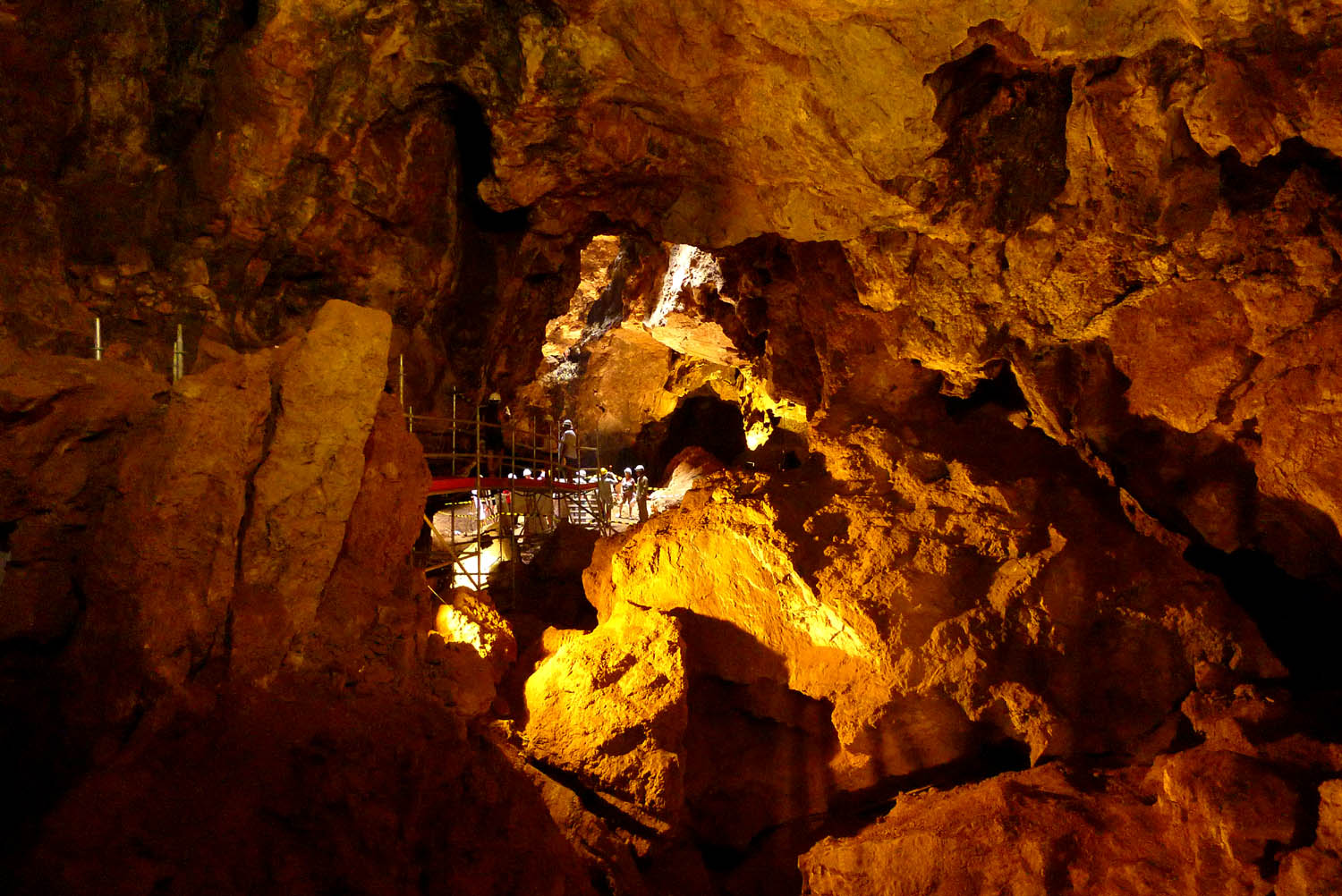
Interior de la Cueva Victoria.

En la ladera sur del Cabezo de San Ginés se abre uno de los más importantes yacimientos paleontológicos, la Cueva Victoria, donde se han encontrado numerosos fósiles de fauna del pleistoceno así como posibles restos humanos datados en 1.200.000 años, y que posiblemente correspondan al Homo habilis.

## Monasterio de San Ginés
Al este del cabezo se sitúa desde la Edad Media el Monasterio de San Ginés de la Jara, un monasterio franciscano en la actualidad en ruinas.

## Ermitas
De las nueve ermitas del monte Miral que existían, sólo cinco se mantienen en pie y en estado ruinoso.

## Protección medioambiental
En la actualidad está protegido dentro del espacio denominado Espacios abiertos e islas del Mar Menor con la categoría de Parque natural y ZEPA.